# Mimeresia alberici
Mimeresia alberici är en fjärilsart som beskrevs av Abel Dufrane 1945. Mimeresia alberici ingår i släktet Mimeresia och familjen juvelvingar. Inga underarter finns listade i Catalogue of Life.